# 王立救命艇協会
王立救命艇協会（おうりつきゅうめいていきょうかい、英: Royal National Lifeboat Institution、略号: RNLI）は、イギリスおよびアイルランド周辺の沿岸や海における救命活動を行なう、イギリスとアイルランドのボランティア組織である。この組織は、1824年に国立難破船救命協会 (National Institution for the Preservation of Life from Shipwreck) として創設され、1854年に今の名前に変更された。
イギリスでの活動は完全に、会員費、一般の人からのボランティアによる寄付や遺産により成り立っている。アイルランド政府はアイルランド海域におけるRNLIの活動を支援するために資金を出資しているが、組織に対して直接の影響力を行使していない。RNLIの本部はドーセットのプールに位置し、2004年に新しい訓練学校がエリザベス2世女王によって開かれた。

## 創設者・ウィリアム・ヒラリー
ウィリアム・ヒラリーは、1808年、マン島に住むようになった。彼はたくさんの船がマン海岸の周囲で難破するのを見て、アイルランド海が危ないということに気が付いた。そこで、彼は訓練された人員により運営される国立救命艇サービスの計画を考えた。当初は海軍本部からほとんど返事を得ることができなかった。しかし、ロンドンの社交界の慈善的なメンバーに訴えることにより、この計画は強く採用されることになり、1824年に「国立難破船救命協会」（難破による人命救助の国立協会）が設立された。30年後に現在の組織名である「王立救命艇協会」に変更され、最初の救命艇は、ウィリアム卿の功績を認めてダグラスに配置されることになった。1830年の60歳の時、ウィリアム卿はダグラス港の入口にあるコニスター岩 (Conister Rock) に座礁したセント・ジョージ号 (St George) の救出に参加した。彼は救命艇を指揮し、他の救命艇の船員とともに海に放り出されたりしたが、最終的には死者を出さず、セント・ジョージ号の全員を救出することができた。
ウィリアム卿がコニスター岩の上にリヒュージ塔 (Tower of Refuge) を建てる計画の準備を提案したのがこの事件であった。この計画は1832年に完了し、今日ではダグラス港の入口に立っている。

## RNLIの任務
RNLIが設立されてから、救命艇は2006年11月現在で13万7000人の命を救った。
RNLIは沿岸用として5種類の救命艇を運用してきた。20-40ノット (37-74 km/h) 出る空気注入型のボート (RIB)、最大船速が16-25ノット (30-46 km/h) でる6種類の全天候型モーター式救命艇 (motor life boats) である。この組織は、233の救命艇基地にある332隻の救命艇を運用している。また、2002年より4隻のホバークラフトを運用しており、これまでのボートで到達できない泥地や川の河口での救出を可能とした。救命艇の乗員はほとんどがボランティアで、300人の女性を含む4600人の船の乗員は、発煙弾や緊急通報を受け、警報時には救命艇基地に待機する。
イースト・ライディング・オブ・ヨークシャー州のスパーンにあるスパーン岬に位置するハンバー救命艇基地は、24時間人員が待機しているイギリス国内の救命艇基地2か所のうちの１か所である（もう1か所は、ロンドンのテムズ川にあるワーテルロー埠頭に位置する）。職員は、悪天候の際に本土から遮断されるスパーン岬に住んでいる。他のスパーン岬に住んでいる人々は隣接するイギリスの港で救命艇の乗員たちと一緒に365日24時間船舶通航業務を行っている。
RNLIはイングランド南西の63の海岸でのライフガード組織を運用しており、400人以上のライフガードを雇っている。
イギリスでは、遭難中もしくはトラブルに遭遇したと報告した船は、沿岸警備隊に中波無線 (2182kHz) やVHF無線 (チャネル16)、電話番号999や112で連絡しないといけない。アイルランド共和国では、アイルランドの沿岸警備隊や112もしくは999への電話が必要である。沿岸警備隊は海上での救出の調整を行い、RNLIもしくは他の救命艇、もしくは地上の救助隊員や救助ヘリコプターへの連絡を行う。空・海の救出ヘリコプターはイギリス空軍やイギリス海軍、イギリス海兵隊、沿岸警備隊、あるいはアメリカ空軍、アイルランド空軍から提供される。

## 運用中の救命艇の種類
RNLIには2種類の救命艇が存在する。

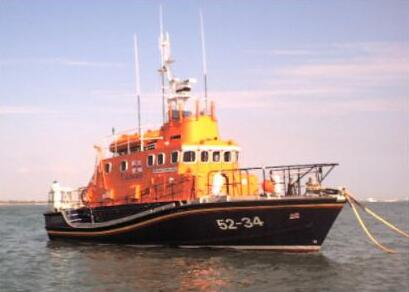
RNLIの救命艇

- 全天候型ボート - ひどい天候の中でも高速で長距離を移動することができる大型のボート
- 沿岸救命艇 - 全天候型ボートより海岸に近い領域で運用する小型のボートで浅い海域や崖に近い箇所で運用が可能なボート

## 最大の救出任務
RNLIの歴史で最大の救出は、1907年3月17日に行なわれた。これは、1万2000トンの遠洋定期船SSスエビック (SS Suevic) がコーンウォールのリザード・ポイント（リザード岬）近くのミーンヒーレリーフ (Maenheere Reef) に座礁した時のことである。強風と濃霧のなか、RNLIの救命艇ボランティアは70人の赤ん坊を含む乗客456人を救出した。リザード、キャッジス、コベラック、ポースレーヴェンの船員は乗客を救助するために16時間の間、繰り返し救出を行なった。RNLI銀勲章が後に贈られ、2つがスエビックの船員に贈られた。

## 救命艇の損失

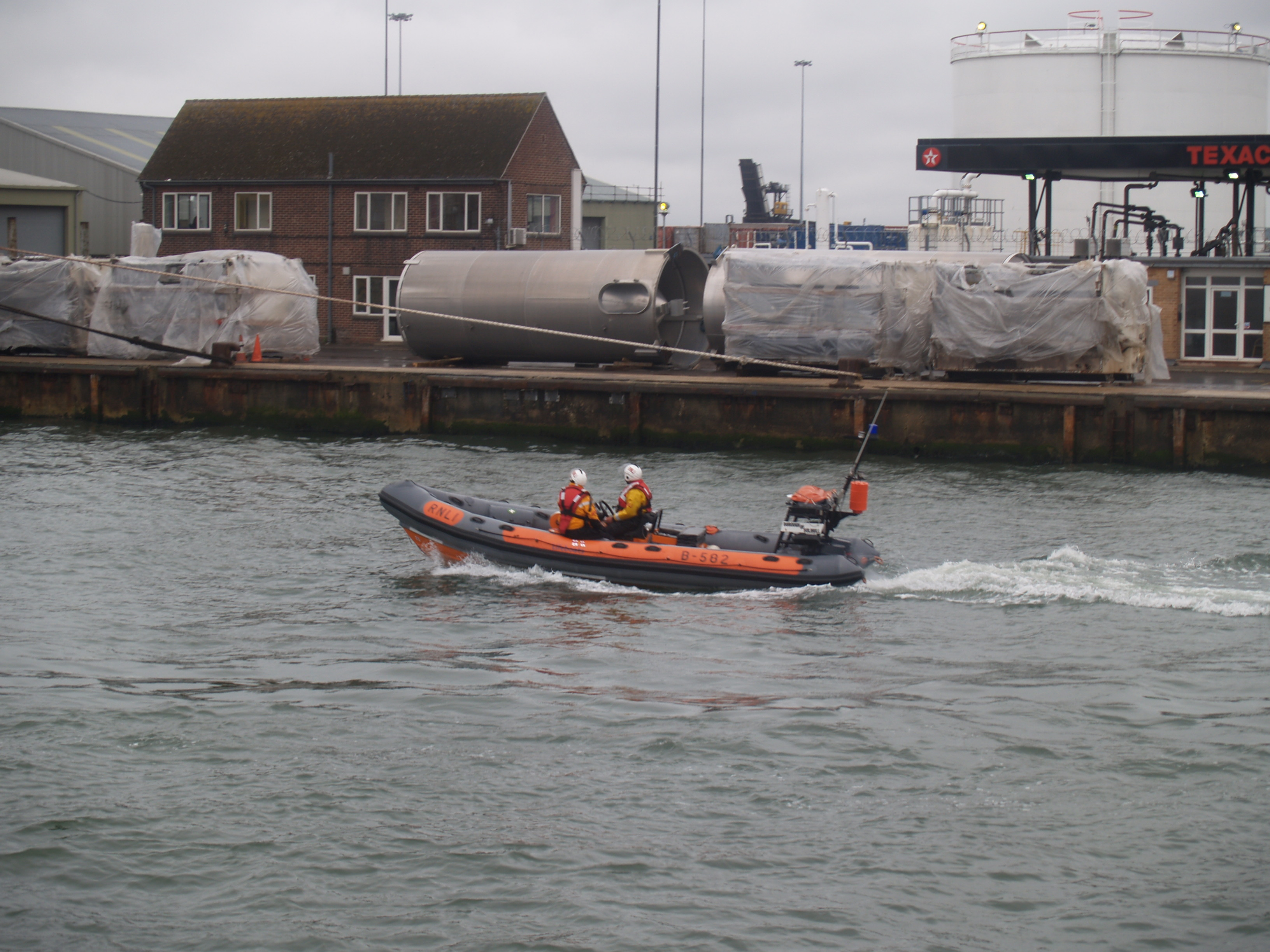
ドーセットのプール海岸のRNLI警備艇

創設より、救命艇の任務によってたくさんの関係者が殉職している。
- 1871年 - 1871年の大強風（英語版）でブリドリントン（英語版）の救命艇ハービンガー号 (Harbinger) が転覆し、6人の命が失われた。
- 1880年 - ウェルス＝ネクスト＝ザ＝シー（英語版）のRNLI救命艇エリザ・アダムス (Eliza Adams) は荒れ狂う海のなかオーシャン・クイーン号 (Ocean Queen) の救出に向かった。救命艇は転覆し、13人中11人の乗組員が溺死した（ウェルス救命艇の惨事（英語版））。
- 1886年 - リザム・セント・アンズとサウスポートの救命艇は、嵐のなかトラブルに遭遇したドイツの帆船メキシコ（英語版）の支援に向かった。セント・アンとサウスポートの船艇は失われ、27人の乗組員の命が失われた（サウスポートとセント・アン救命艇の惨事（英語版））。
- 1899年 - RNLIで最も伝説的な偉業があった。リンマス（英語版）の救命艇ルイザ号 (Louisa) は艦船救助のため10時間以上かけてポーロック（英語版）へ陸路でエクスムーア（英語版）を通って運ばれた。到着した時、ルイザ号は即座に浸水し、タグボートが到着した時には、夜明けまで傷ついたまま浮かんでいた。
- 1901年 - 荒天によりカイスター＝オン＝シー（英語版）の救命艇ボーシャン号 (Beauchamp) が転覆し、9人の命が失われた。なぜ救出を断念しなかったかを救命艇の船長に聞いたところ、「カイスターの乗員は引き返すなんてことはしない」と答えた（1901年カイスター救命艇の惨事（英語版））。
- 1928年 - 11月15日、ライ（ライ・ハーバー）の救命艇の惨劇が発生。メアリー・スタンフォード号（英語版）が転覆し、総員17人の命が失われた[7]。
- 1947年 - 4月23日、南ウェールズ沖でサムタンパ号 (SS Samtampa) の乗員の救出を試みようとしてマンブルス（英語版）救命艇の8人が死亡。合計45人の命が失われた（マンブルス救命艇の惨事（英語版））。
- 1959年 - 12月8日、ノースカー灯台船 (North Carr Lightship) の救出に向かったブローティ・フェリー（英語版）の救命艇モナ号（英語版）の8名が死亡。
- 1962年 - 11月17日に漁船エコノミー号 (boat Economy) の5人の乗員を救った後、シーハム（英語版）救命艇は帰還途中に転覆。5人の救命艇の乗員全員が死亡し、エコノミー号の1人のみ生還した。
- 1981年 - 貨物船ユニオンスター号 (Union Star) の救助に向かったペンリー救命艇ソロモン･ブラウン号 (Solomon Browne) が失われ、乗組員8人全員の命が失われた。この事故で合計16人が亡くなり、生存者はなく、8体の遺体のみ回収された（ペンリー救命艇の惨事（英語版））。

## 栄誉
救命艇の乗組員はしばしばその勇敢さをたたえて勲章が贈与される。最も注目すべき人物の1人に、クローマーの救命艇の乗組員で、RNLI金章を3回贈与されたヘンリー・ブロッグがいる。彼はジョージ・クロスとブリティッシュエンパイア・メダル (British Empire Medal) も受章した。彼は「全ての救命艇の乗員で最も偉大な人物」として知られている。

## 司令部
RNLIの司令部はドーセットのプール海岸のホールズ湾にある。ここにはRNLIの司令部と、救命艇のメンテナンスと修理施設、救命艇支援センター、国立訓練センター、救命艇カレッジがある。支援センターとカレッジは2004年、エリザベス2世女王により開かれた。スペシャリストの訓練施設は、波や転覆の訓練ができるプール、火災訓練シミュレータ、橋梁訓練シミュレータ、生命工学の研究会がある。

## ギャラリー

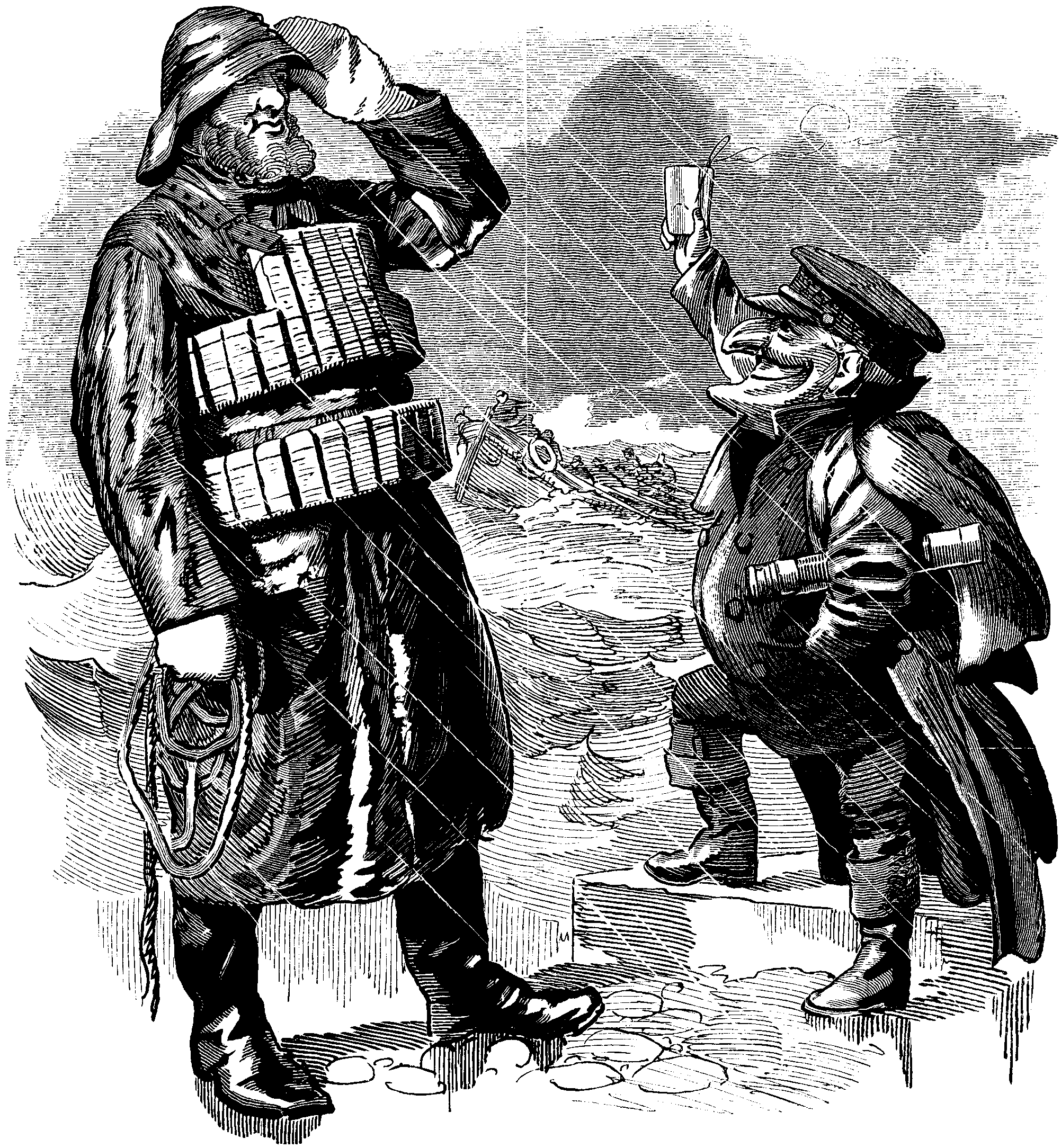
RNLIを称えた漫画、1892年汽船エイダー号の乗員と乗客を救出したことにヴィクトリア女王が感謝した際のもの
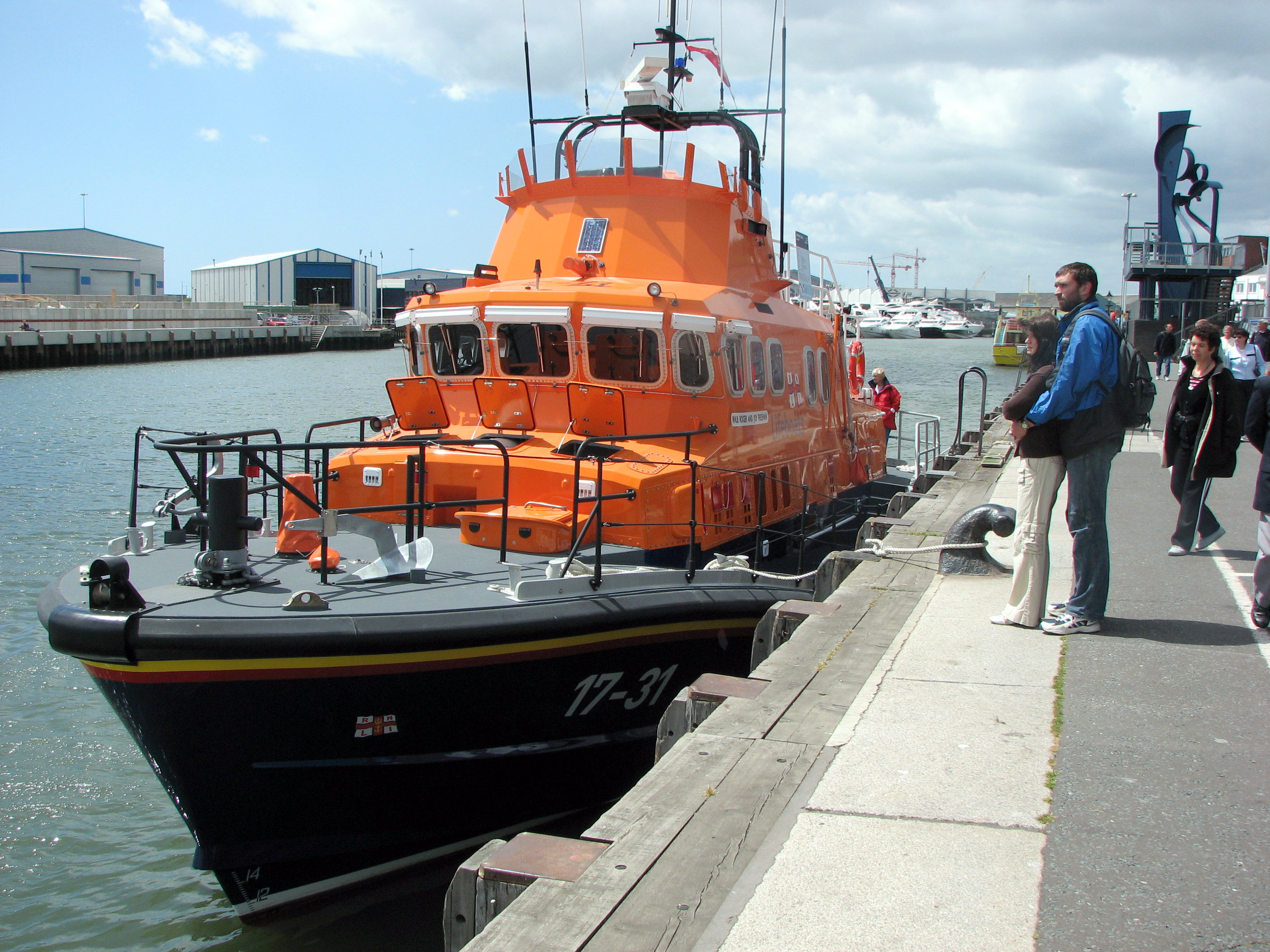
プール海岸におけるセヴァン (Severn) 級の救命艇
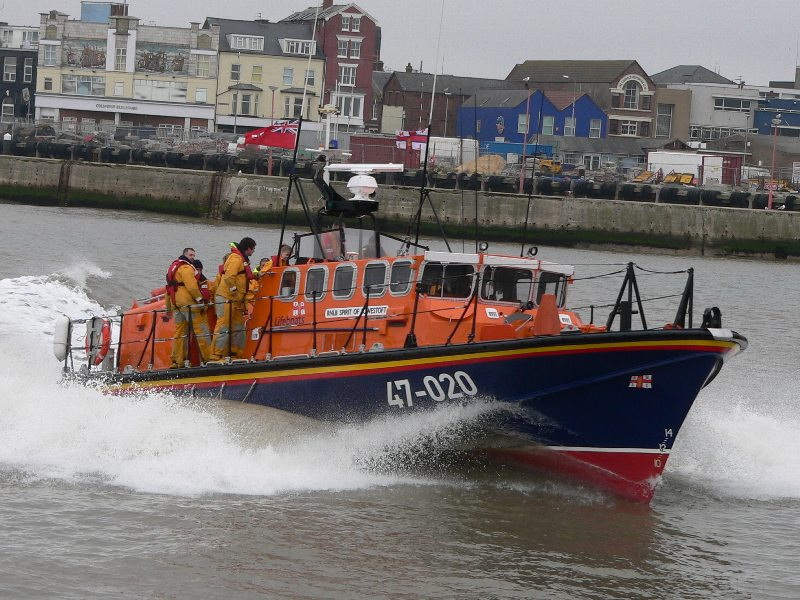
ローストフト（英語版）におけるタイン (Tyne) 級の救命艇
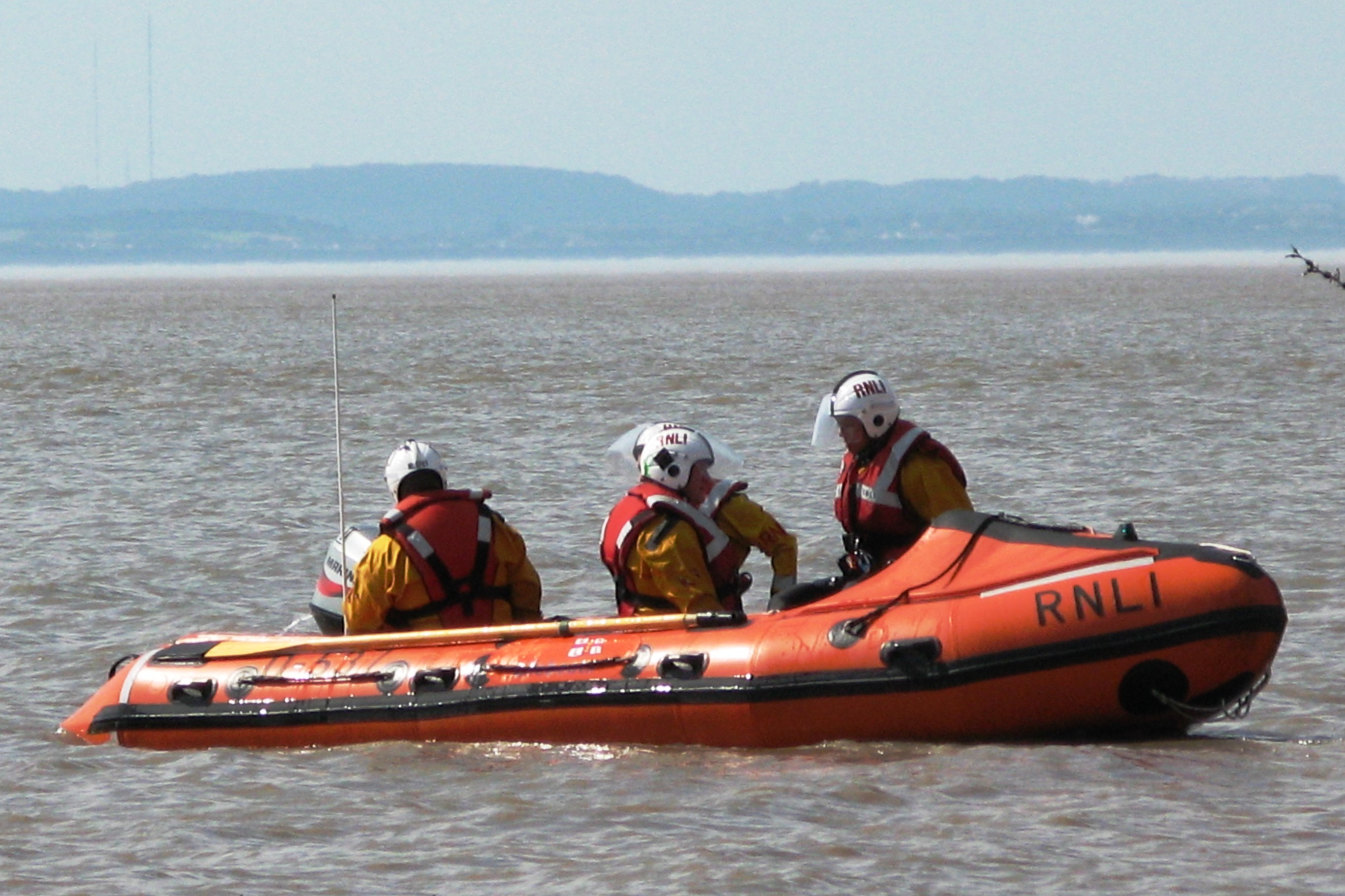
ウェストン＝スーパー＝メアでのRNLIの救命艇
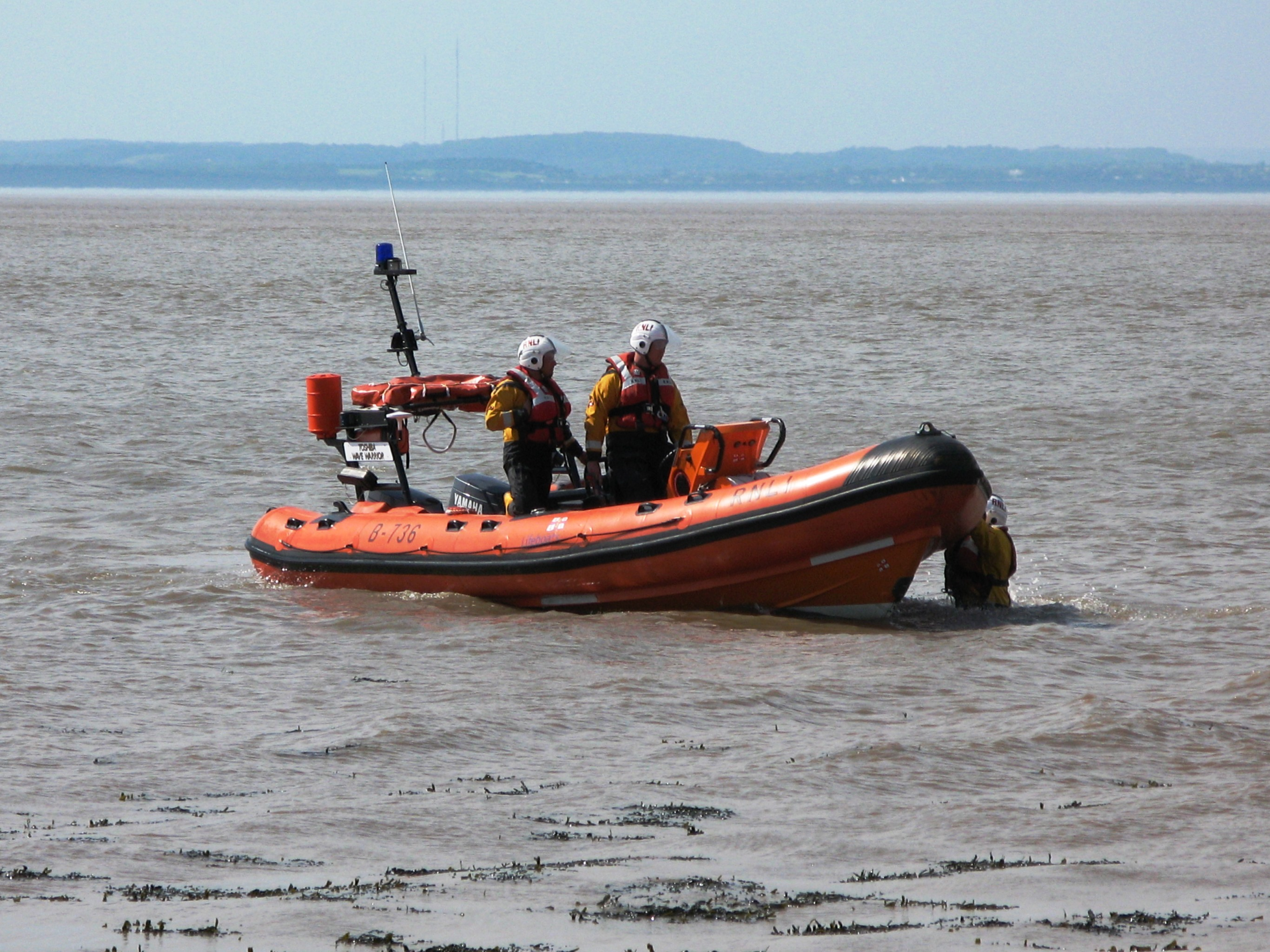
ウェストン＝スーパー＝メアでのRNLIの救命艇
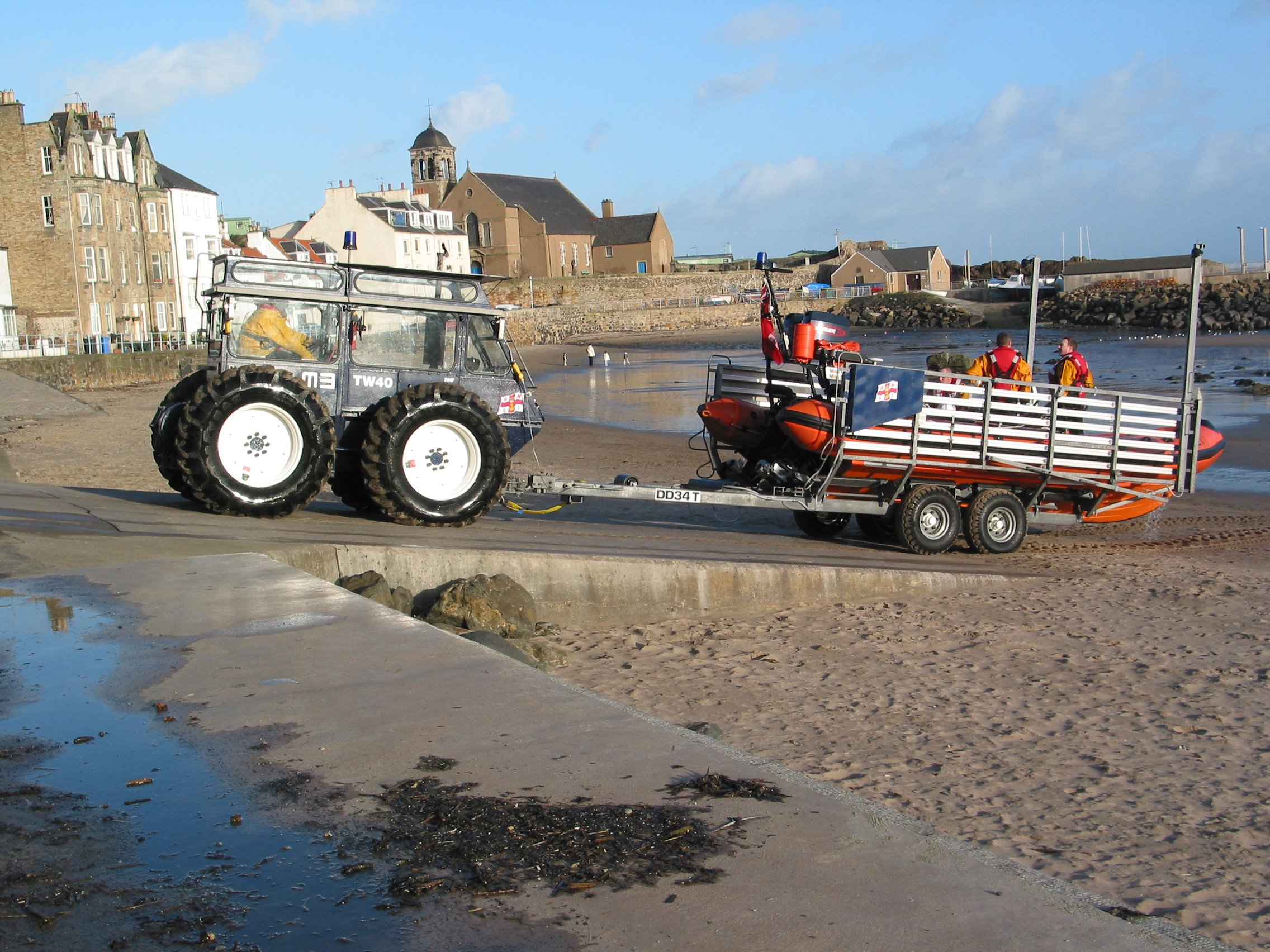
訓練後キングホーン（英語版）の救命艇の基地に戻ってきた救命艇
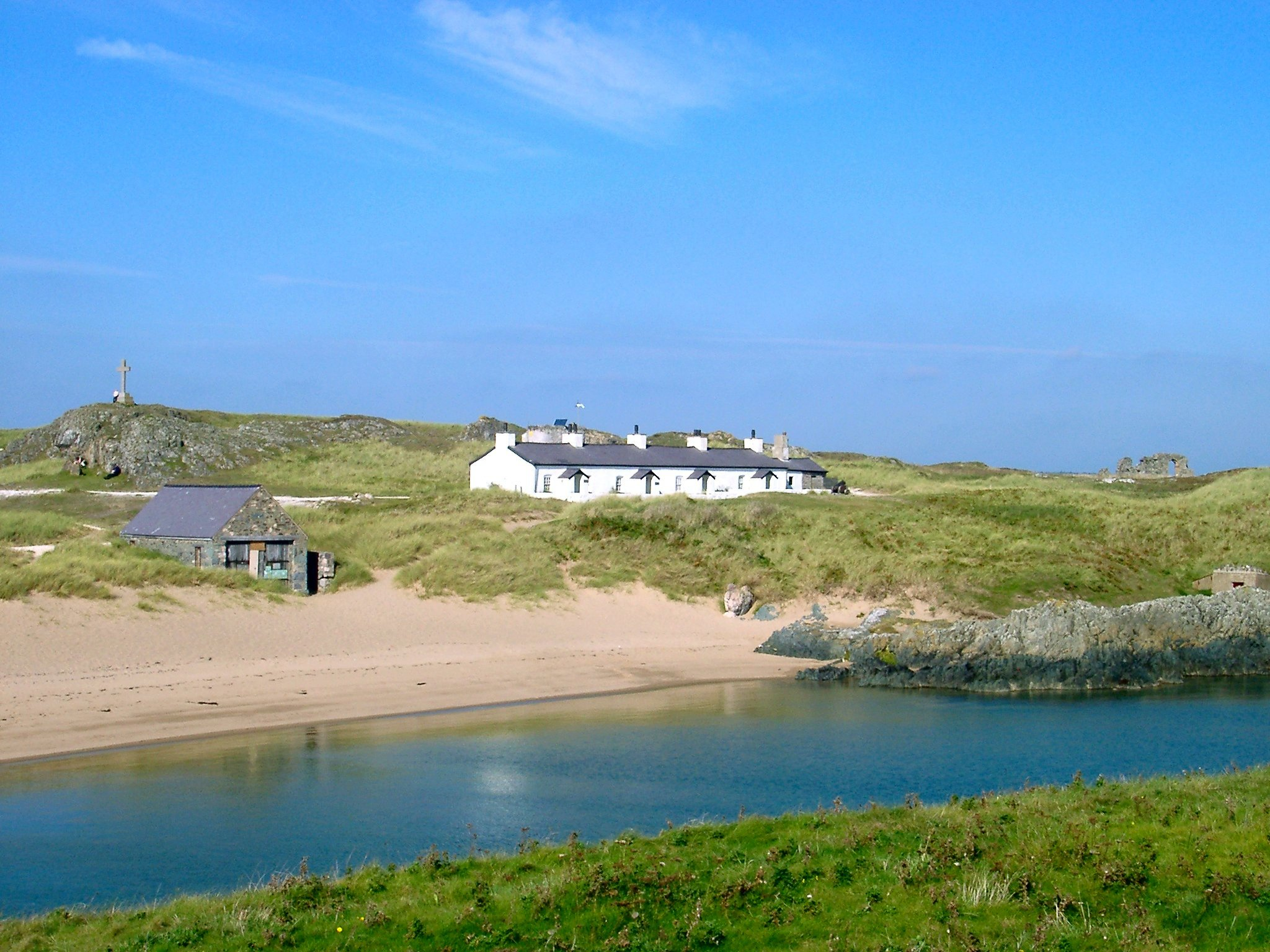
スランズイン（英語版）の救命艇の基地
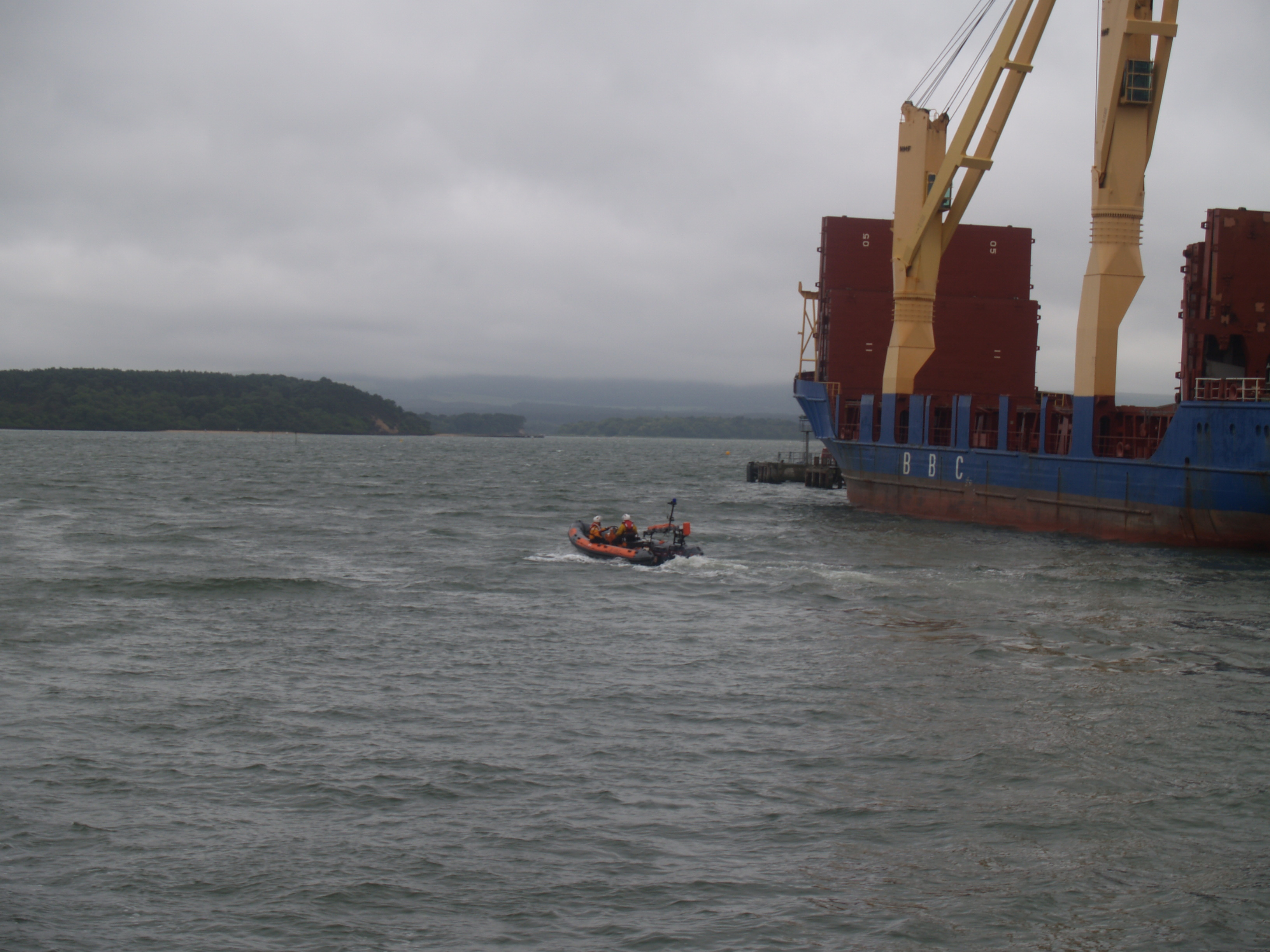
プール海岸のRNLIのパトロール
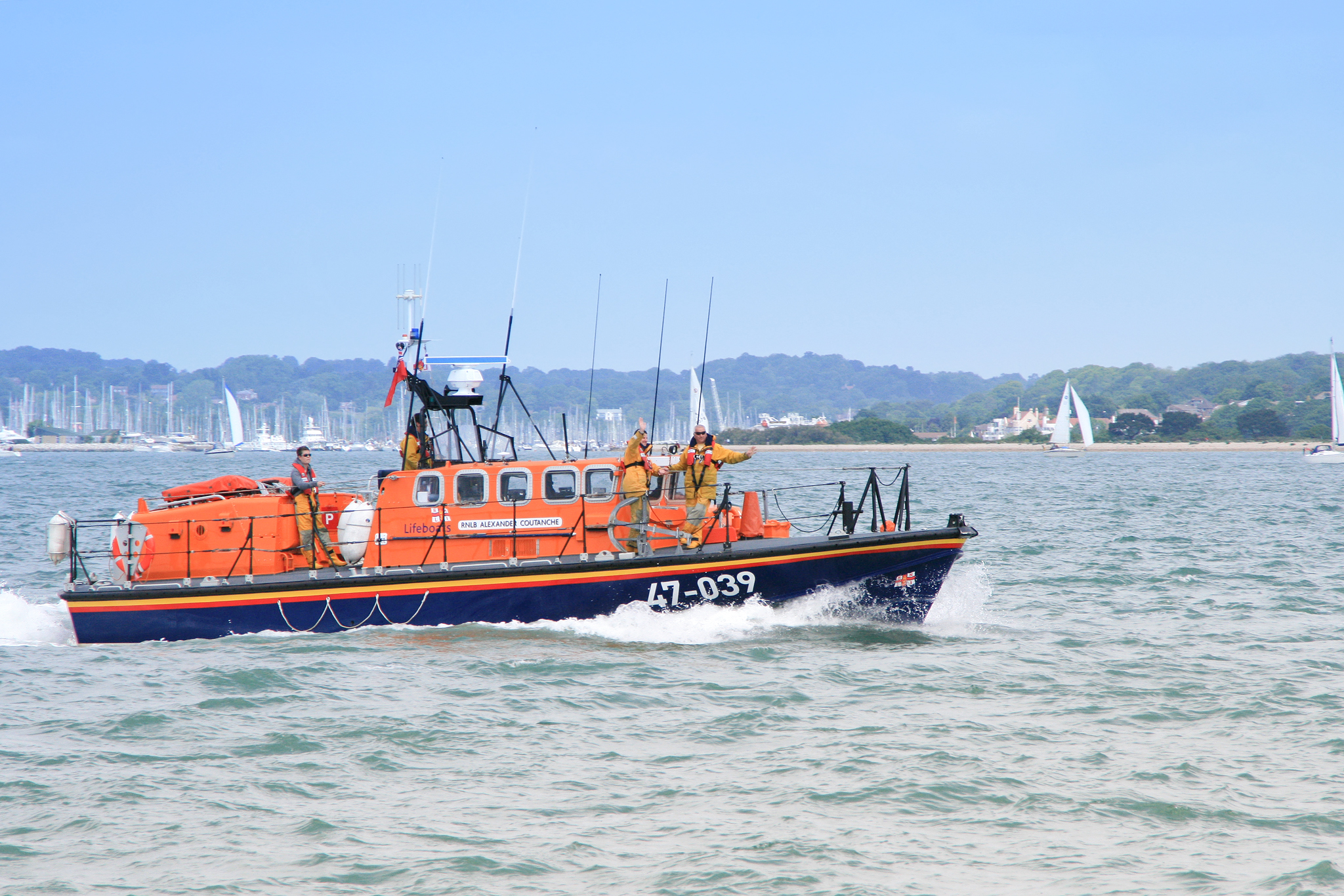
カルショット（英語版）に戻る救命艇